# Combrit
Combrit è un comune francese di 3 611 abitanti situato nel dipartimento del Finistère nella regione della Bretagna.
Il territorio comunale è bagnato dal fiume Odet, che sfocia nell'Oceano Atlantico tra i comuni di Combrit e Bénodet.

## Società

### Evoluzione demografica
Abitanti censiti